# Eusterinx inaequalis
Eusterinx inaequalis är en stekelart som beskrevs av Rossem 1981. Eusterinx inaequalis ingår i släktet Eusterinx och familjen brokparasitsteklar. Inga underarter finns listade i Catalogue of Life.